# Wielka Brytania na Letnich Igrzyskach Olimpijskich 1904
Wielką Brytanię na III Letnich Igrzyskach Olimpijskich w roku 1904 w Saint Louis reprezentowało 6 sportowców (6 mężczyzn) startujących w 3 dyscyplinach.

## Zdobyte medale
| Medal  | Zawodnik  | Dyscyplina    | Konkurencja                   | Rezultat |
| ------ | --------- | ------------- | ----------------------------- | -------- |
| Złoto  | Tom Kiely | Lekkoatletyka | Dziesięciobój                 | 6036 pkt |
| Srebro | John Daly | Lekkoatletyka | Bieg na 2590 m z przeszkodami | 7:40,60  |

## Skład kadry

### Golf
- Simpson Foulis - mężczyźni indywidualnie - 9. miejsce,
- Frederick Newbery - mężczyźni indywidualnie - nie sklasyfikowany

### Lekkoatletyka
- John Daly - bieg na 2590 m z przeszkodami - 2. miejsce,
- Tom Kiely - dziesięciobój - 1. miejsce,
- John Holloway - dziesięciobój - 4. miejsce

### Szermierka
- Wilfred Holroyd - floret indywidualnie - odpadł w ćwierćfinale